# Fernando Marías
Fernando Marías Amondo (Bilbao, 13 giugno 1958 – Madrid, 5 febbraio 2022) è stato uno scrittore e sceneggiatore spagnolo.

## Biografia
Nato nel 1958 a Bilbao, nel 1975 si è trasferito a Madrid per studiare Cinema.
Ha esordito nella narrativa nel 1990 con il romanzo ucronico La luz prodigiosa nel quale ha immaginato il poeta Federico García Lorca sopravvissuto alla fucilazione.
Vincitore nel 2001 del Premio Nadal con il romanzo El niño de los coroneles, è morto il 5 febbraio 2022 a Madrid all'età di 63 anni a causa di un'epatite autoimmune.

## Opere

### Romanzi
- La luz prodigiosa (1990), Perugia, Morlacchi, 2006 traduzione di Daniella Gambini ISBN 88-6074-000-2.
- Esta noche moriré (1992)
- Páginas ocultas de la Historia con Juan Bas (1997)
- Los fabulosos hombres película (1998)
- El niño de los coroneles (2001)
- La batalla de Matxitxako (2001)
- Invasor (2003)
- La mujer de las alas grises (2003)
- El mundo se acaba todos los días (2005)
- Cielo abajo (2005)
- Zara y el librero de Bagdad (2008)
- Todo el amor y casi toda la muerte (2010)
- El silencio se mueve (2010)
- La isla del padre (2015)
- Arde este libro (2021)

## Sceneggiature
- La casa de los líos - serie TV, 1 episodio (1997)
- Tío Willy - serie TV, 2 episodi (1998)
- A las once en casa - serie TV, 1 episodio (1998)
- Páginas ocultas de la historia - serie TV documentaristica (1999)
- El comisario - serie TV, 1 episodio (2000)
- Second Name (El segundo nombre), regia di Paco Plaza (2002)
- La fine di un mistero (La luz prodigiosa), regia di Miguel Hermoso (2003)
- Unusual World - miniserie TV documentaristica, 3 episodi (2008)
- Invasor, regia di Daniel Calparsoro (2012)

## Premi e riconoscimenti
Premio Nadal
- 2001 vincitore con El niño de los coroneles

Premio Dulce Chacón de Narrativa Española
- 2005 vincitore con Invasor

Premio Ateneo de Sevilla
- 2005 vincitore con El mundo se acaba todos los días

Premio Nacional de Literatura Infantil y Juvenil
- 2006 vincitore con Cielo abajo

Premio Gran Angular
- 2008 vincitore con Zara y el librero de Bagdad

Premio Primavera de Novela
- 2010 vincitore con Todo el amor y casi toda la muerte

Premio Biblioteca Breve
- 2015 vincitore con La isla del padre